# Aston Martin V12 Vantage RS
De Aston Martin V12 Vantage RS is een conceptauto van het Britse merk Aston Martin. De Vantage RS werd op 12 december 2007 aan vijfhonderd vip-gasten getoond tijdens de opening van het Aston Martin Design Center.

## Concept
De V12 Vantage RS is gebaseerd op de V8 Vantage maar beschikt niet over een V8 maar over de V12 uit de inmiddels niet meer geproduceerde V12 Vanquish. De motorkap werd opnieuw ontworpen om de motor beter te koelen, deze is bij de V12 Vantage RS niet van aluminium, maar van carbon. De V12 geeft de Vantage RS een vermogen van 520pk en een 0–100 km/h tijd van vier seconden. Hiermee is het de snelst accelererende Aston Martin ooit. Indien er genoeg belangstelling is zal er overwogen worden om de V12 Vantage RS in productie te nemen.

## Productie
In april 2008 werd de V12 Vantage RS gezien tijdens tests op de Nürburgring, waarmee werd bevestigd dat de auto verder wordt ontwikkeld. De productie van de Vantage RS gaat in het eerste kwartaal van 2009 van start als V12 Vantage.
In maart 2009 is de productie-versie van de auto getoond op de Autosalon van Genève, genaamd V12 Vantage. Later werd deze auto ook getoond op de AutoRAI.